# Ambassade de France en Irak
L'ambassade de France en Irak est la représentation diplomatique de la République française auprès de la république d'Irak. Elle est située à Bagdad, la capitale du pays, et son ambassadeur est, depuis 2024, Patrick Durel.
L'ambassade est au cœur d'un litige judiciaire entre les ayant-droits d'Ezra et Khedouri Lawee, deux frères juifs irakiens qui ont fait construire  le bâtiment, leur résidence familiale jusqu'à leur départ forcé d'Irak en 1948, et l'État français, qui d'après ces ayants-droit a cessé d’honorer le payement du loyer de l'ambassade depuis 1974. 

## Ambassade
L'ambassade est située à Bagdad et accueille aussi une section consulaire.

## Histoire
La bâtiment de l'ambassade est construit entre 1935 et 1937 par les frères Ezra et Khedouri Lawee qui ont fait fortune dans le négoce de voitures américaines au Moyen-Orient Située au bord du Tigre, la vaste demeure, surnommée Beit Lawee (« la maison des Lawee », en hébreu), est dotée de colonnades néoclassiques, d'une piscine, autant de symboles de la réussite économique des frères Lawee qui y logent leur famille. 
En raison des risques pesant sur la communauté juive d'Irak dans les années 1940, le Farhoud, une émeute sanglante contre les Juifs de Bagdad, survient en juin 1941, les Lawee décident d'émigrer au Canada en 1948. La majorité des Juifs irakiens quittent le pays en 1950-52 durant l'opération Ezra et Néhémie, un pont aérien qui les conduit en Israël, ce qui leur vaut d’être déchus de leur nationalité irakienne et expropriés. Ce n'est pas le cas des Lawee qui échappent à ce sort de part leur choix d'émigrer au Canada. Ils conservent donc leur titre de propriété sur ce foncier et en confient la gestion à un gardien de confiance. 
En 1964, les Lawee louent leur résidence à la France qui à pour projet d'y installer son ambassade. Le contrat locatif prévoit le versement à l’État irakien d'un loyer ainsi que la remise d'un loyer complémentaire à la famille Lawee sur un compte ouvert en France. Suite à la Guerre des Six Jours, les mesures discriminatoires visant les Juifs irakiens sont renforcées. Les derniers juifs du pays sont assignés à résidence, leurs biens sont gelés. Certains d'entre-eux, accusés de trahison au bénéfice d'Israël, sont emprisonnés et condamnés à mort. En 1969, la parti Baas irakien prend le pouvoir et exige d'être le bénéficiaire exclusif des versements. Cependant, une somme complémentaire continue d'être versée à la famille, sur leur compte français. 
En 1974, la France interrompt ces versements à la famille Lawee. D'après Philip Khazzam, l'un des hériters des Lawee, cette date est concomitante avec le rapprochement du nouveau président français, Valéry Giscard d'Estaing avec le régime baasiste, qui se traduira notamment par une coopération étroite dans le domaine du nucléaire civil.  Les Lawee prennent dès cette époque attache avec les autorités françaises pour obtenir le règlement des loyers impayés, mais sans succès. Toujours d'après Philip Khazzam, les autorités françaises ont bénéficié grâce à la mesure discriminatoire visant les Juifs irakiens, d'une importante ristourne sur leur loyer, en effet, l’État irakien a appliqué, sur les biens gelés un prix locatif largement inférieur à celui du marché, ce qui reste le cas en 2025.
À partir de 1991, pendant la guerre du Golfe, la France rompt ses relations avec l'Irak, la France y nomme néanmoins, à partir de 1995, des diplomates « sous pavillon roumain » afin de veiller sur ses intérêts.
Lorsque la France rouvre l'ambassade en 2004, suite à l'invasion par les États-Unis en 2003,  Philip Khazzam, un petit-fils d'Ezra Lawee, vivant à Montréal, mandate l'avocat Lucien Bouchard, ancien premier ministre du Québec, afin de prendre contact avec les ministère des Affaires étrangères français et faire valoir les droits de sa famille, mais sans succès.
En 2021, Philip Khazzam, associé à plusieurs de ses cousins fait appel à l'avocat français, Jean-Pierre Mignard, connu pour ses liens avec l'entourage de l'ancien président François Hollande. Ce dernier parvient à nouer le dialogue avec le ministre des Affaires étrangères Jean-Yves Le Drian, dont il est proche. Des rendez-vous ont lieu au Quai d'Orsay et Le Drian mandate l'ambassadeur en exercice à Bagdad pour sensibiliser les autorités irakiennes sur la question. Cependant, le ministre quitte son poste en  2022 sans qu'il n'y ait eu d'évolutions dans le dossier. 
L'immobilisme de l’État français pousse la famille Lawee à attaquer la France devant le tribunal administratif de Paris en mai 2024, réclamant « plus de 21 millions d’euros, dont 7 millions au titre du préjudice moral ».

## Ambassadeurs de France en Irak
| De   | À    | Ambassadeur                         |
| ---- | ---- | ----------------------------------- |
| 1946 | 1947 | M. Rémérand                         |
| 1947 | 1950 | Georges Balaÿ                       |
| 1950 | 1953 | Achille Clarac                      |
| 1953 | 1954 | Ludovic Chancel                     |
| 1954 | 1956 | Pierre de Vaucelles                 |
| 1956 | 1963 | Rupture des relations diplomatiques |
| 1963 | 1963 | Pol Le Gourrierec                   |
| 1963 | 1967 | Jacques Dumarçay                    |
| 1967 | 1970 | Pierre Gorce                        |
| 1970 | 1975 | Pierre Cerles                       |
| 1975 | 1980 | Jacques Morizet                     |
| 1980 | 1981 | Pierre Rocalve                      |
| 1981 | 1984 | Paul Depis                          |
| 1984 | 1990 | Maurice Courage                     |
| 1990 | 1991 | Pierre Lecourtier                   |
| 1991 | 2004 | Rupture des relations diplomatiques |
| 2004 | 2006 | Bernard Bajolet                     |
| 2006 | 2009 | Jean-François Girault               |
| 2009 | 2011 | Boris Boillon                       |
| 2011 | 2014 | Denis Gauer                         |
| 2014 | 2017 | Marc Baréty                         |
| 2017 | 2021 | Bruno Aubert (tr)                   |
| 2021 | 2024 | Éric Chevallier                     |
| 2024 | auj. | Patrick Durel                       |

## Relations diplomatiques
Les relations diplomatiques rompues le 8 février 1991 à l'initiative de l'Irak sont rétablies à compter du 12 juillet 2004, effectives le 29 juillet, jour de l'installation du nouvel ambassadeur.

## Consulats
Outre la section consulaire de Bagdad, il existe un autre consulat général de France en Irak, basé à Erbil.

### Communauté française
Au 31 décembre 2016, 399 Français sont inscrits sur les registres consulaires en Irak.
| 2001 | 2002 | 2003 | 2004 |
| ---- | ---- | ---- | ---- |
| 71   | 92   | 43   | 43   |

| 2005 | 2006 | 2007 | 2008 |
| ---- | ---- | ---- | ---- |
| 37   | 54   | 32   | 25   |

| 2009 | 2010 | 2011 | 2012 |
| ---- | ---- | ---- | ---- |
| 37   | 100  | 173  | 254  |

| 2013 | 2014 | 2015 | 2016 |
| ---- | ---- | ---- | ---- |
| 320  | 387  | 391  | 399  |

### Circonscriptions électorales
Depuis la loi du 22 juillet 2013 réformant la représentation des Français établis hors de France avec la mise en place de conseils consulaires au sein des missions diplomatiques, les ressortissants français d'une circonscription recouvrant la Jordanie et l'Irak élisent pour six ans un conseiller consulaire. Ce dernier a trois rôles : 
1. il est un élu de proximité pour les Français de l'étranger ;
2. il appartient à l'une des quinze circonscriptions qui élisent en leur sein les membres de l'Assemblée des Français de l'étranger ;
3. il intègre le collège électoral qui élit les sénateurs représentant les Français établis hors de France.

Pour l'élection à l'Assemblée des Français de l'étranger, l'Irak appartenait jusqu'en 2014 à la circonscription électorale de Beyrouth, comprenant aussi la Jordanie, le Liban et la Syrie, et désignant deux sièges. L'Irak appartient désormais à la circonscription électorale « Asie centrale et Moyen-Orient » dont le chef-lieu est Dubaï et qui désigne quatre de ses 23 conseillers consulaires pour siéger parmi les 90 membres de l'Assemblée des Français de l'étranger.
Pour l'élection des députés des Français de l’étranger, l'Irak dépend de la 10e circonscription.